# Lluís Suñé i Medan
Lluís Suñé i Medan (Barcelona, 6 de gener de 1881 - Barcelona, 3 de gener de 1967) va ser otorrinolaringòleg i acadèmic català.
Fou fill del metge Lluís Suñé i Molist i de Maria Medan i Codina, ambdós de Barcelona. Es llicencià el 1903 i es doctorà l'any següent amb un treball sobre Reflejos de origen nasal. S'especialitzà en otorrinolaringologia amb el seu pare, amb Ricard Botey i amb posteriors estudis a París i Berlín. Ingressà a l'Acadèmia de Medicina de Barcelona el 1923 i va ser vicesecretari des del 1926, secretari interí el 1935, fins al 1946 i secretari general de 1946 a 1963 en què fou substituït pel doctor Bel·larmí Rodríguez Arias.